# Reakční mechanismus
Reakční mechanismus je sled elementárních reakčních kroků, ze kterých se skládá chemická reakce.
U každého kroku chemické reakce mechanismus popisuje strukturu a stereochemii přechodného stavu i produktu, podává informace o tom, které vazby se štěpí a které vznikají.
Jako příklad lze uvést reakci oxidu uhelnatého s oxidem dusičitým:
CO + NO2 → CO2 + NO
Experimentálně byl zjištěn následující tvar rychlostní rovnice pro tuto reakci:
R = k[NO2]²
Z toho lze usuzovat na následující průběh reakce:
2 NO2 → NO3 + NO (nejpomalejší krok – určuje rychlost reakce)
NO3 + CO → NO2 + CO2 (rychlý krok)
Každý krok má vlastní řád a molekularitu. Po sečtení všech elementárních kroků musí vyjít původní reakce. Pro určení rychlostní rovnice je nejdůležitější krok určující rychlost, tedy krok s nejnižší reakční rychlostí.
Existují čtyři základní typy elementárních reakčních kroků:
- Adice
- Eliminace
- Substituce
- Přesmyk